# Bolbaffer sasakii
Bolbaffer sasakii es una especie de coleóptero de la familia Geotrupidae.

## Distribución geográfica
Habita en Kenia y Tanzania.